# Piet Retief
Pour les articles homonymes, voir Piet Retief (homonymie).
Pieter Retief ou Piet Retief (1780-1838) est un boer et un chef Voortrekker du Grand Trek en Afrique du Sud, dont l'assassinat est l'un des actes fondateurs de l'histoire afrikaner. 

## Enfance et éducation
Piet Retief naît le 12 novembre 1780 à Wagenmakersvallei dans la colonie du Cap. Il est le cinquième des 10 enfants de Jacobus et Debora Retief, une famille d'origine française. Son ancêtre est François Retif, un huguenot natif de Mer près de la ville de Blois, arrivé au Cap en 1689. Le nom Retif est néerlandisé en Retief.
Piet Retief grandit dans le vignoble de son père jusqu'à l'âge de 27 ans, puis s'installe à Stellenbosch où il commence à vendre une liqueur alcoolique. La licence de celle-ci lui est retirée après que le Colonel Thomas Willshire se plaint de l'enivrement de ses soldats. Retief se retrouve en difficulté financière, avec au moins deux faillites à son compte. Il s'installe dans la région de Grahamstown où il fait fortune, puis la perd aussitôt à la suite de mauvais investissements. 
En 1814, Retief se marie avec Magdalene Johanna (Lenie) Greyling et adopte ses trois fils et ses deux filles. 

## Engagement politique

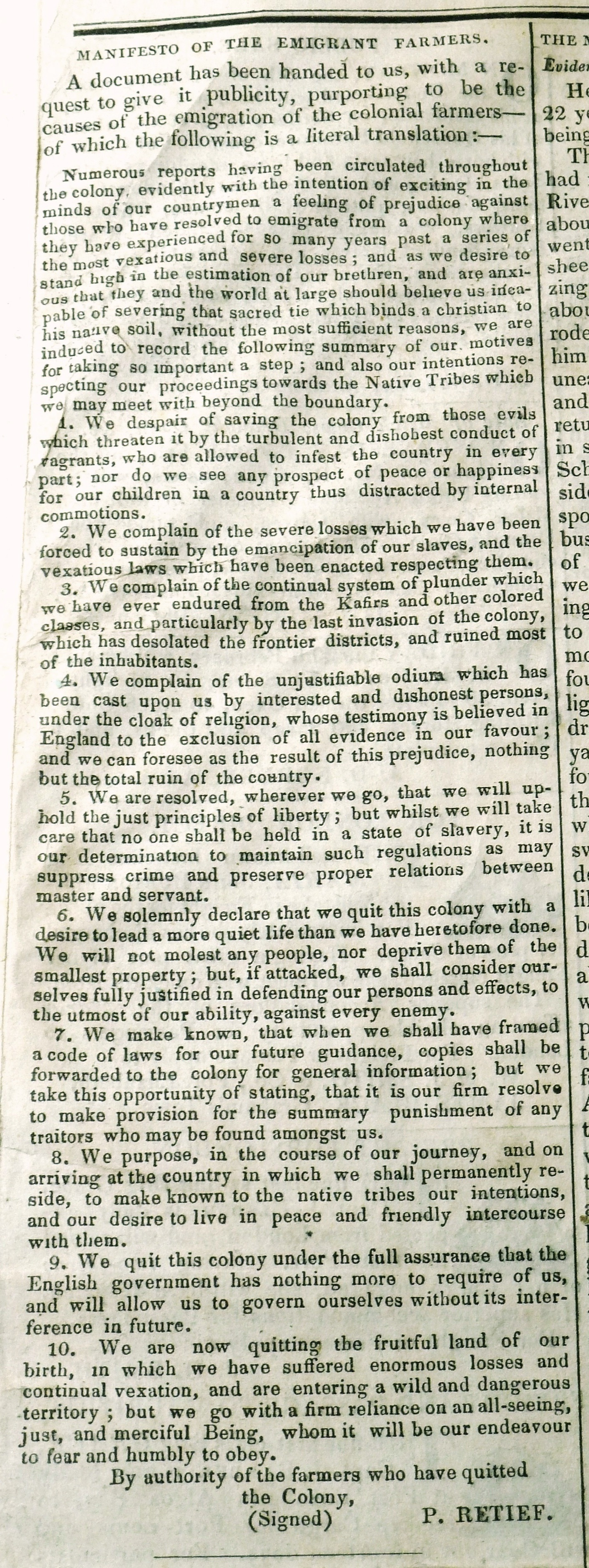
Le manifeste de Piet Retief.

La colonie du Cap étant devenue une colonie britannique, un certain nombre de décisions de la Grande-Bretagne provoquent le mécontentement des Boers. L'église anglicane devient l'église officielle de la colonie, l'anglais devient la seule langue officielle et le droit anglican remplace le droit néerlandais. L'abolition de l'esclavage et le peu d'indemnisation offerte aux esclavagistes amène de nombreux boers à tenter le Grand Trek, c’est-à-dire l'émigration vers l'intérieur des terres d'Afrique du Sud, hors du contrôle de l'administration britannique. Retief tente une médiation entre les fermiers et le gouvernement britannique. Après l'échec de celle-ci, il organise les premières migrations vers le nord.
Le 22 janvier 1837, Retief rédige un manifeste par lequel il énonce ses griefs contre l'autorité britannique. Publié le 2 février 1837 dans The Grahamstown Journal, et co-signé par 366 personnes, il y exprime les raisons qui le poussent à vouloir fonder, hors de la colonie du Cap, une communauté libre et indépendante. Énonçant ses griefs contre l'autorité britannique, incapable selon lui de fournir la moindre protection aux fermiers et injuste pour avoir émancipé les esclaves sans indemnisations équitables, il évoque une terre promise qui serait destinée à la prospérité, à la paix et au bonheur des enfants Boers. Une terre où les Boers seraient enfin libres, où leur gouvernement déciderait de ses propres lois. Il y souligne également que personne ne serait maintenu en esclavage dans ces territoires mais que seraient maintenus les lois destinées à réprimer tout forfait et à préserver des relations convenables entre « maîtres et serviteurs » basées sur les obligations dues par un employé à son employeur.
Moins d'un mois plus tard, Retief et sa famille quittent le district de Winterberg pour se joindre à un convoi en route vers le fleuve Orange.
Lors du voyage, après avoir franchi le fleuve, Retief fut élu chef de la « province libre de la nouvelle Hollande en Afrique du sud-est ». Quelques groupes quittèrent le convoi pour continuer vers le nord et Retief se retrouva assez rapidement à la tête d'un petit groupe de 26 familles en route vers l'est.

## Exploration du Natal

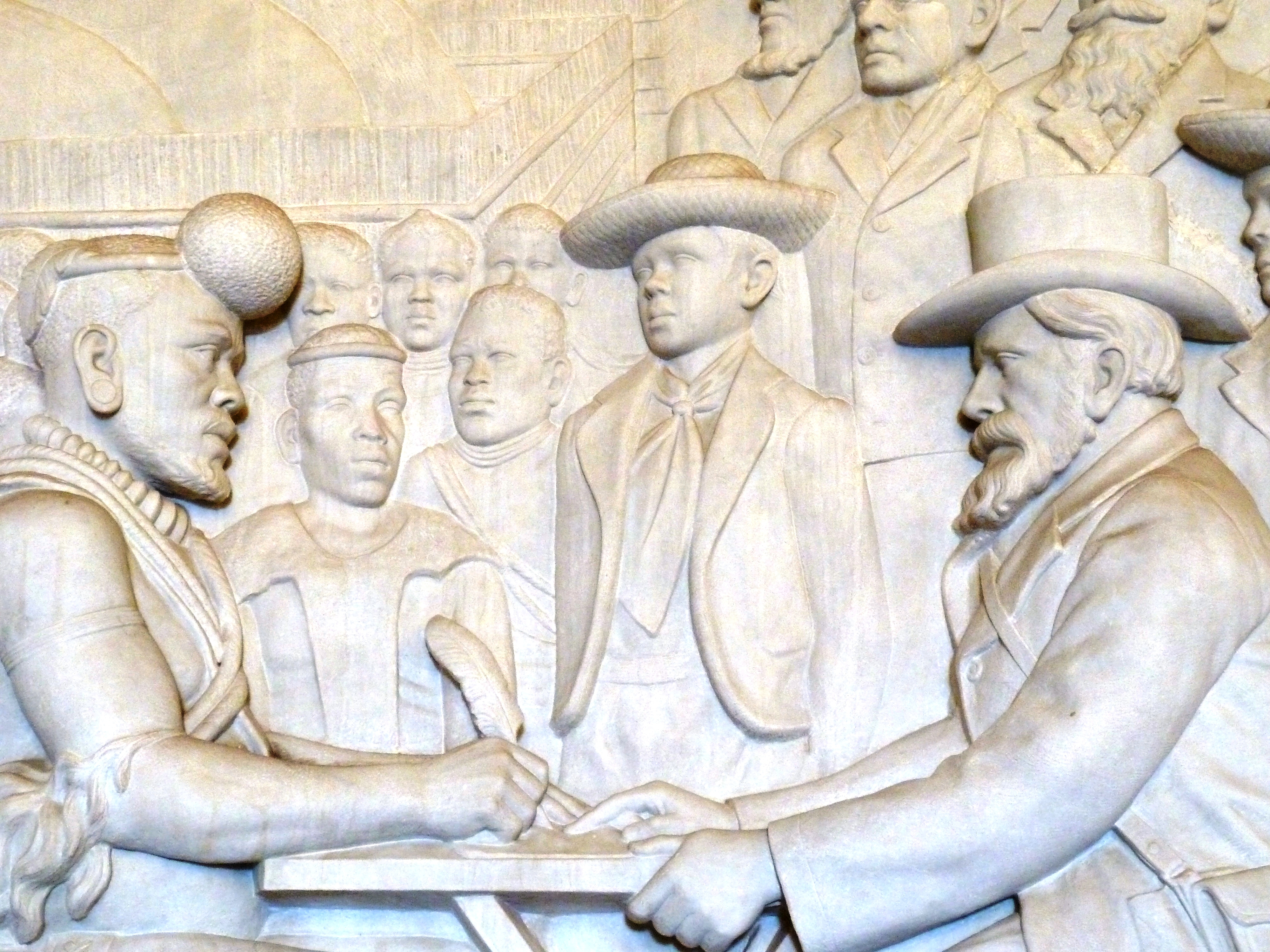
Signature du traité entre Piet Retief et Dingane à uMgungundlovu en février 1838 (frise du Voortrekker Monument).

Le 5 octobre 1837, après avoir franchi le montagnes du Drakensberg, Piet Retief se lance dans l'exploration de la région de Port Natal (future Durban), modeste comptoir au bord de l'océan Indien, concédé autrefois par le roi zoulou Shaka à des commerçants britanniques venus s'établir sur la côte du Natal. Il prend contact avec le roi Zoulou Dingane kaSenzangakhona en novembre 1837, lui disant son intention de vivre en paix avec le peuple zoulou et lui propose de négocier un traité foncier permettant l'installation des voortrekkers dans la région de la rivière Tugela. Retief évoque imprudemment à cette occasion les faits d'armes des Voortrekkers, notamment leur victoire lors de la bataille de Vegkop contre le roi Mzilikazi ce qui provoque la méfiance du roi zoulou. Celui-ci fait mine d'accepter le principe du traité bien qu'un contrat écrit, garantissant la propriété privée, n'a aucune valeur dans la culture orale zoulou qui prescrit qu'un chef ne peut que temporairement distribuer des terres car elles appartiennent à la communauté . Par ailleurs, l'autorité du roi ne s'étend que sur une partie des terres que Retief convoite pour les siens. Comme condition préalable à l'acceptation de la demande des Voortrekkers, Dingane exige que ceux-ci rapportent du bétail volé par Sekonyela, le chef rival des Tlokoas. Il s'agit en fait d'un test permettant de jauger la dangerosité des Boers pour les Zoulous.
En décembre 1838, Retief et ses hommes réussirent à trouver Sekonyela dans les montagnes du Drakensberg et à saisir la plus grande partie du bétail, supposément volé à Dingane, ainsi que des armes à feu.

## Massacre de Retief et de ses compagnons

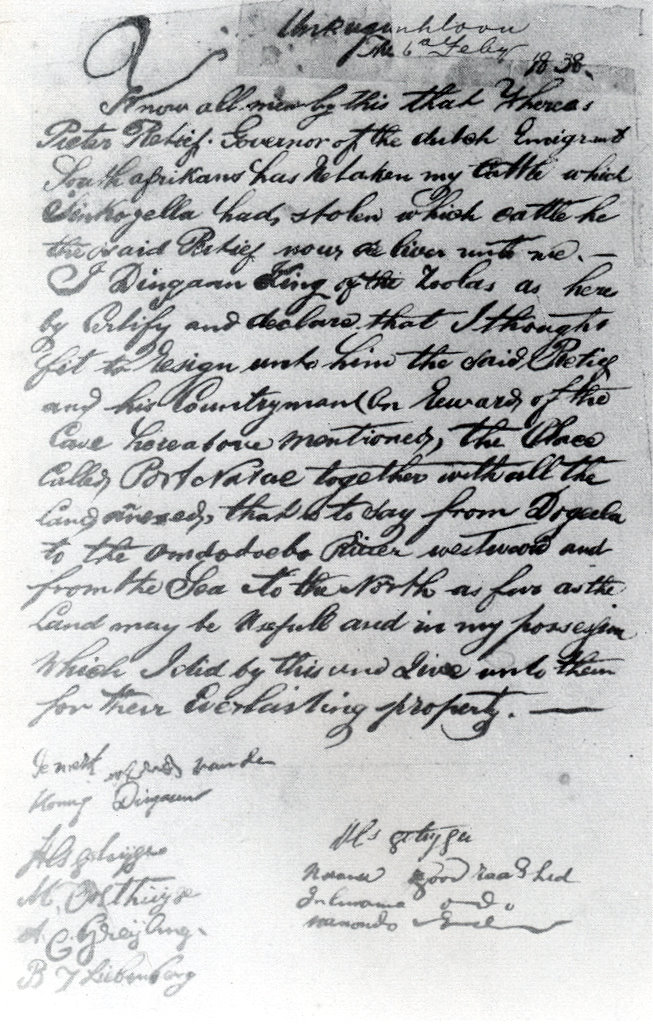
Copie du traité du 4 février 1838 signé par Retief et Dingane

Retief revint au Natal avec son groupe de voortrekkers, comprenant Gerrit Maritz et Piet Uys. En dépit des avertissements de certains colons déjà présents à Port Natal et de chefs tribaux, il s'installe dans la région de la Tugela le 28 janvier 1838 pensant qu'il pourrait maintenant conclure un accord avec Dingane sur des frontières permanentes de la colonie du Natal. Le 3 février 1838, il ramène à Dingane ledit bétail supposément volé, sans pour autant lui livrer les chevaux et les fusils confisqués à Sekonyela et aux Tlokoa. Il est vraisemblable que le roi zoulou décida alors de planifier l'exécution de Retief et de ses hommes, inquiété par les défaites successives de Mzilikazi et Sekonyela face aux voortrekkers.

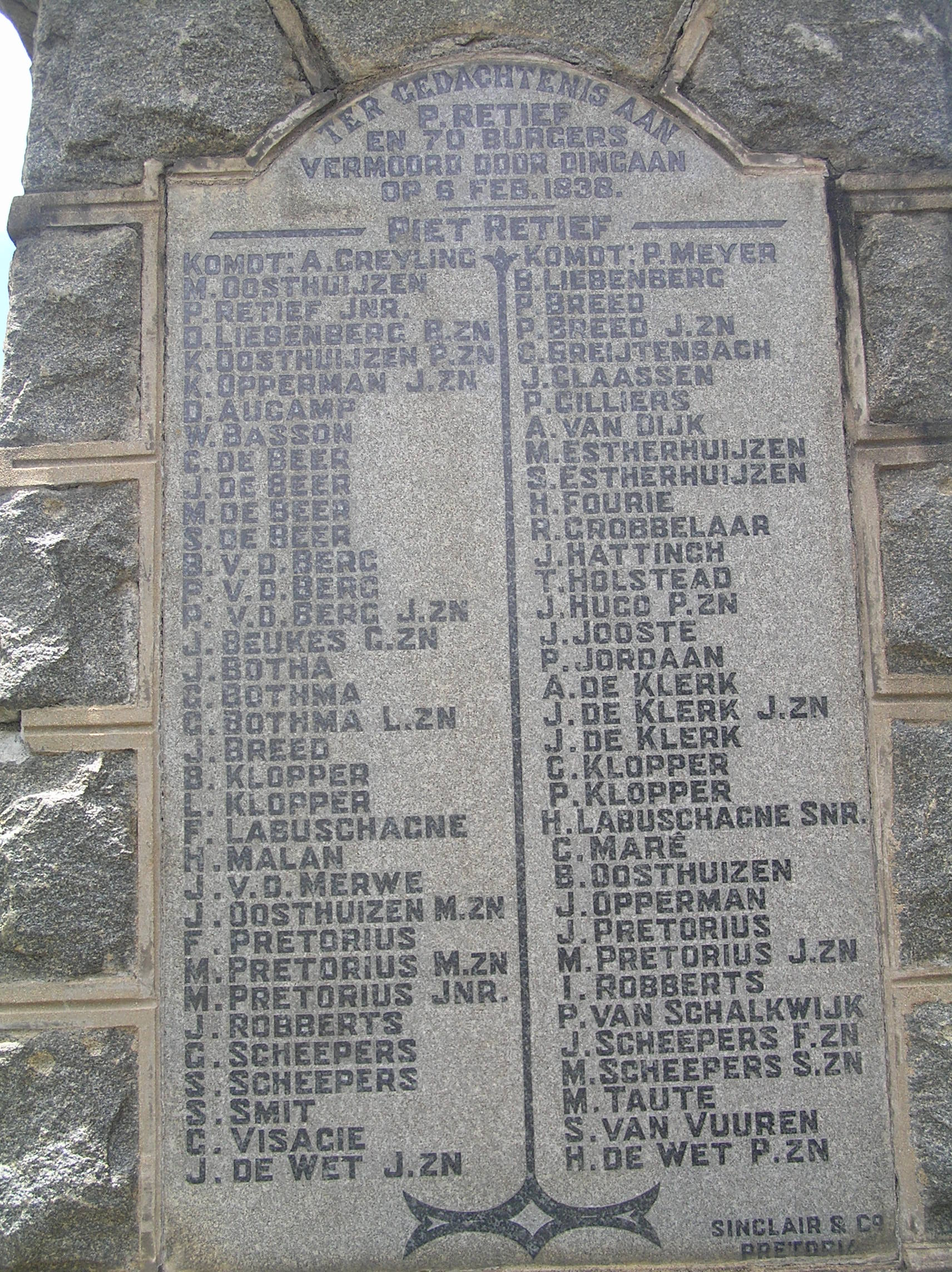
Liste des voortrekkers tués avec Retief à uMgungundlovu

L'acte de cession de la région de Tugela-Umzimvubu est signé par Dingane le 6 février 1838. Pour cette occasion, le roi Dingane invite Retief et 70 de ses hommes à son kraal d'uMgungundlovu afin d'établir une relation de confiance entre les deux communautés. Bien accueillis par des danses et mis en confiance, Retief, son fils et leurs compagnons ont accepté d'être désarmés pour participer au banquet au cours duquel sur l'ordre du Roi (Bulalani abathakathi! soit tuer les sorciers), ils sont massacrés jusqu'au dernier ainsi que 30 employés noirs qui les accompagnaient, à coup de pierres et de bâtons, leurs corps empalés et livrés aux charognards sur la colline de Kwa Matiwane où leurs corps sont éventrés selon la coutume zouloue. 

Retief est abattu en dernier, son cœur et son foie extraits par les guerriers zoulous, enveloppés dans un linge, et déposés sur le chemin qui menait au camp où femmes et enfants attendaient vainement leur retour.
Les restes de Retief et de ses hommes seront retrouvés par Andries Pretorius  et le « commando de la victoire », qui a vaincu les Zoulous à la bataille de Blood River le 16 décembre 1838. Sur ses restes est retrouvé le traité signé par Dingane. Retief et ses compagnons sont enterrés dans une tombe commune le 21 décembre 1838.

## Postérité

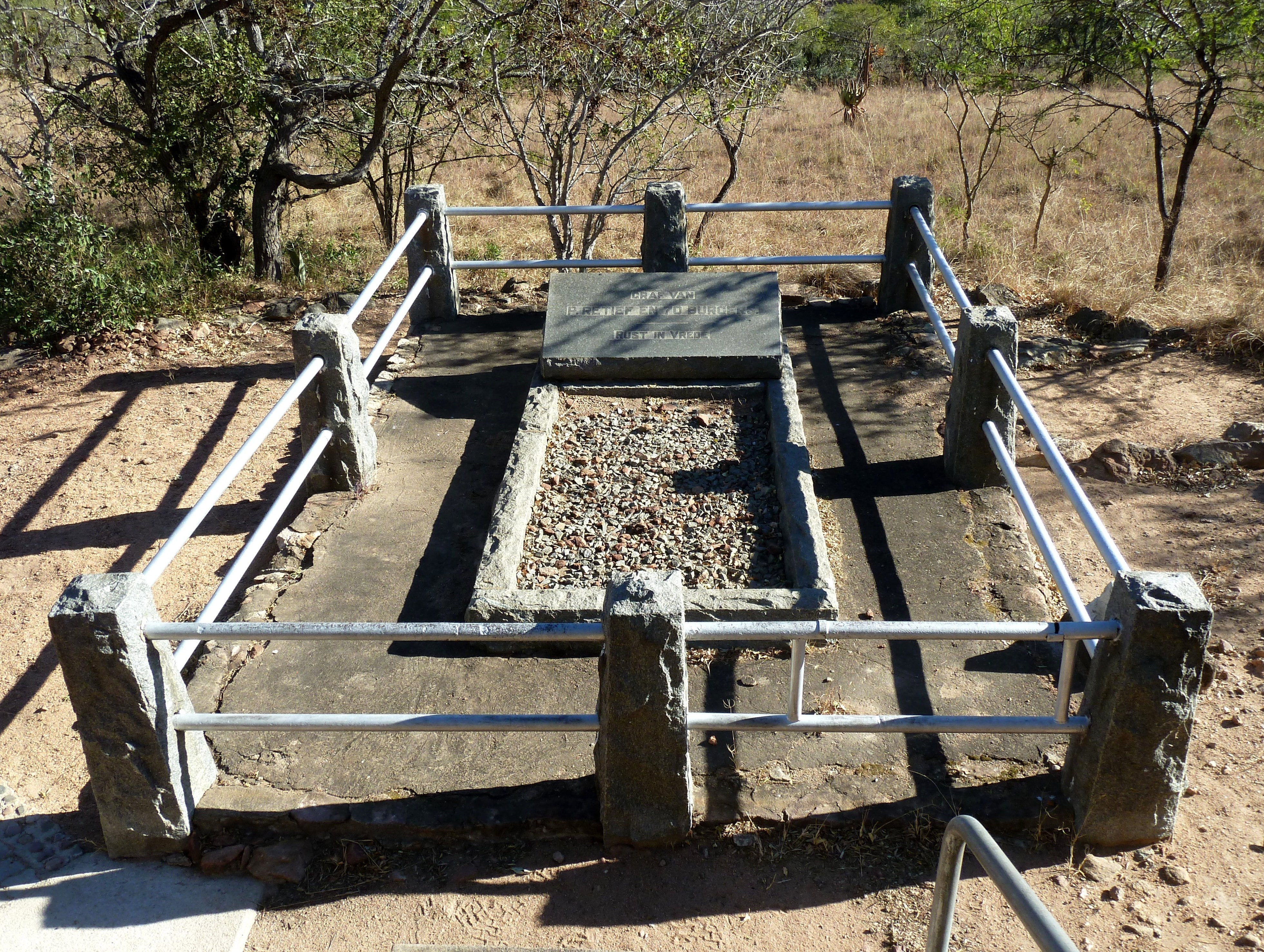
Tombe de Retief et de ses 70 compagnons

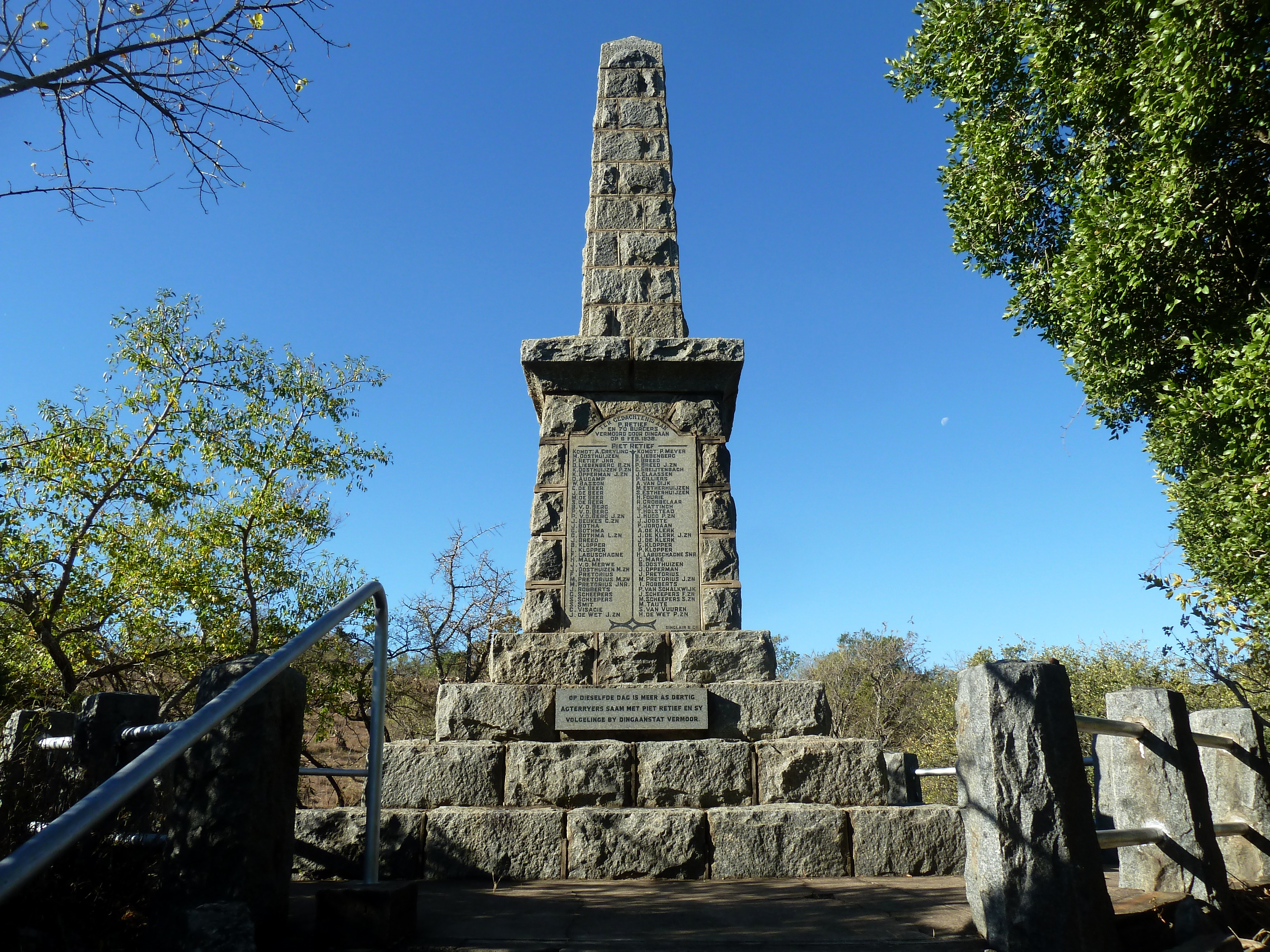
Monument érigé sur la colline de Kwa Matiwane

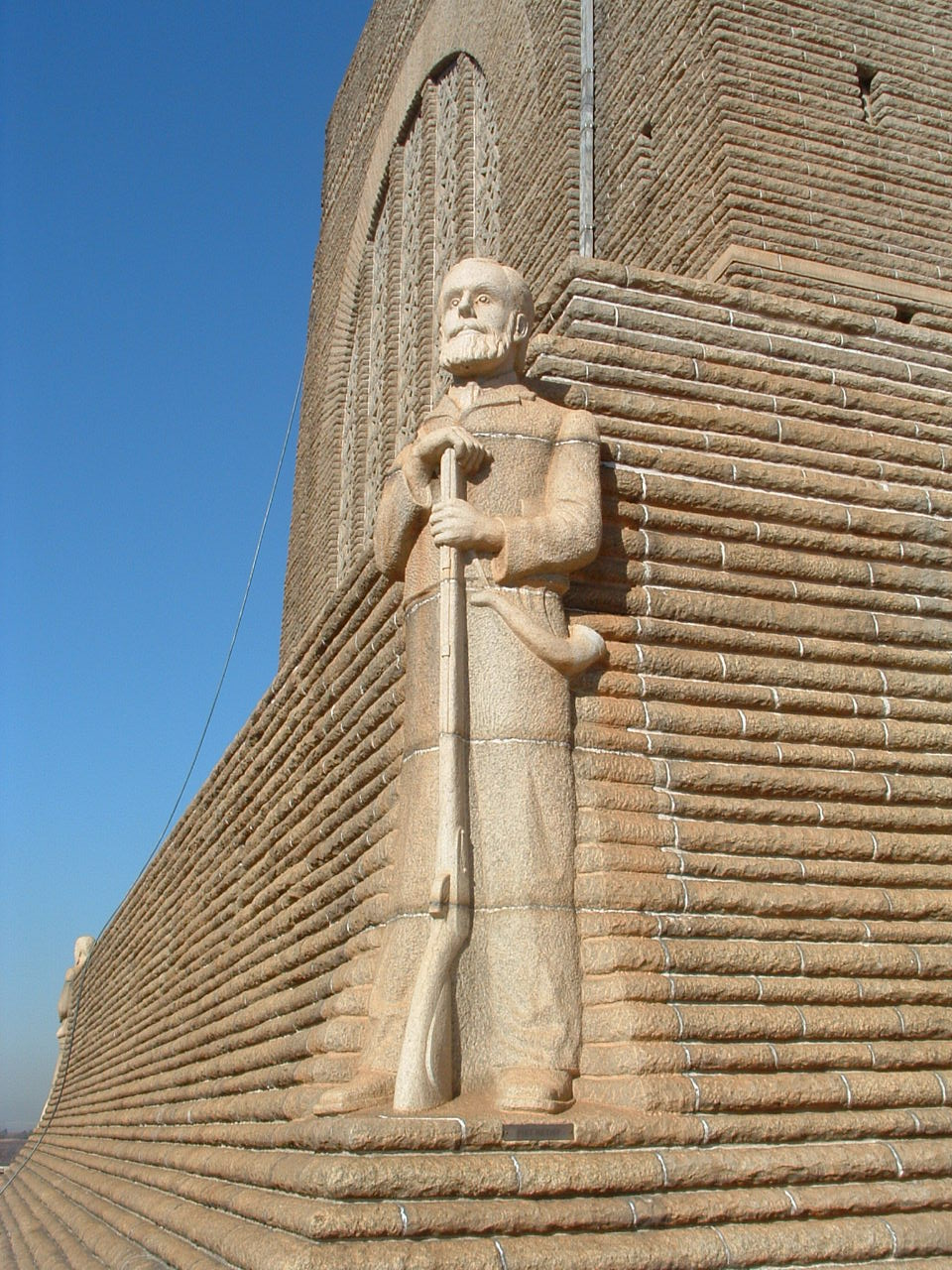
Représentation de Piet Retief au Voortrekker Monument de Pretoria

Le site de la tombe de Piet Retief est marqué par un monument érigé en 1922. 
La ville de Piet Retief porte son nom. Pietermaritzburg porte la moitié de son nom, en conjonction avec Maritz, le patronyme de Gert Maritz. 
L'une des quatre statues du Voortrekker Monument à Pretoria représente Piet Retief.